# (6700) Kubišová
(6700) Kubišová ist ein Asteroid des Hauptgürtels, der am 12. Januar 1988 von der tschechischen Astronomin Zdeňka Vávrová (* 1945) am Kleť-Observatorium (Sternwarten-Code 046) in Südböhmen auf dem Kleť in der Nähe der Stadt Český Krumlov entdeckt wurde.
Der Asteroid wurde am 2. Februar 1999 nach dem tschechischen Sängerin Marta Kubišová (* 1942) benannt, deren Lied Modlitba pro Martu („Ein Gebet für Marta“) zum Symbol des Widerstandes in der Zeit nach dem am 21. August 1968 erfolgten Einmarsch von Truppen des Warschauer Paktes in die ČSSR zur Niederschlagung des Prager Frühlings wurde.